# 公主陵牧场
公主陵牧场，是中国内蒙古自治区兴安盟科尔沁右翼前旗下辖的一个类似乡级单位。

## 行政区划
公主陵牧场共辖以下地区：第一生产队、第二生产队、第三生产队、第四生产队和第五生产队。